# Gaya, Indien
Denna artikel behandlar Gaya i Indien. För andra betydelser, se Gaya.
Gaya är en stad i den indiska delstaten Bihar och är centralort i ett distrikt med samma namn. Staden, tillsammans med ett par mindre förorter, beräknades ha cirka 550 000 invånare 2018.